# Hagedet
Hagedet é uma comuna francesa na região administrativa de Occitânia, no departamento dos Altos Pirenéus. Estende-se por uma área de 2,21 km². Em 2010 a comuna tinha 47 habitantes (densidade: 21,3 hab./km²).